# Rivière Humqui
Pour les articles homonymes, voir Humqui.
La rivière Humqui est un cours d'eau douce de la péninsule gaspésienne, traversant les municipalités de Saint-Zénon-du-Lac-Humqui, de Saint-Léon-le-Grand et de Amqui, dans la municipalité régionale de comté (MRC) de La Matapédia, dans la région administrative du Bas-Saint-Laurent, dans l'est du Québec, au Canada.
La rivière Humqui prend sa source au lac Humqui et coule généralement vers le nord-est surtout en zone agricole ou forestière. Cette rivière de la vallée de la Matapédia se déverse à Amqui, sur la rive ouest de la rivière Matapédia laquelle coule vers le sud jusqu'à la rive nord de la rivière Ristigouche ; cette dernière coule vers l'est, jusqu'à la rive ouest de la baie des Chaleurs laquelle s'ouvre vers l'est sur le Golfe du Saint-Laurent.

## Géographie
La rivière Humqui prend sa source au lac Humqui (longueur : 3,0 km ; altitude : 217 m), situé dans le canton Pineault, dans la municipalité de paroisse de Saint-Zénon-du-Lac-Humqui dont le village est situé sur la rive Ouest du lac. Ce lac est alimenté par la rivière Humqui Ouest laquelle draine la partie sud-ouest du lac.
À partir de l'embouchure du lac Humqui, le cours de la rivière Humqui descend sur 29,5 km selon les segments suivants :
- 1,0 km vers le nord-est dans le canton Pineault, jusqu'à la confluence de La Branche Nord (venant du nord) (jadis désignée rivière Humqui Nord) ;
- 3,4 km vers le nord-est, jusqu'à un ruisseau (venant de l'est) ;
- 1,8 km vers le nord-est, jusqu'au pont couvert ;
- 4,9 km vers le nord-est, jusqu'au pont du village de Saint-Léon-le-Grand ;
- 1,8 km vers le nord-est, jusqu'à la limite ouest de la ville de Amqui ;
- 11,5 km vers le nord-est dans Amqui, jusqu'au pont de la route Saint-Léon ;
- 3,6 km vers le nord-est, jusqu'au pont routier du chemin du rang Saint-Paul ;
- 1,5 km vers le nord-est, jusqu'à la confluence de la rivière[2].

La rivière se déverse sur la rive Ouest de la rivière Matapédia au cœur de la ville de Amqui. Cette confluence est située à :
- 3,3 km au sud de l'embouchure du Lac Matapédia lequel est traversé par la rivière Matapédia ;
- 6,2 km au nord-ouest de la rive nord-ouest du Lac au Saumon (Matapédia), lequel est traversé par la rivière Matapédia ;
- 68,4 km au nord-ouest de la confluence de la rivière Matapédia.

## Toponymie
Le toponyme Rivière Humqui a été officialisé le 5 décembre 1968 à la Commission de toponymie du Québec.